# Cronistoria del Bologna Football Club 1909

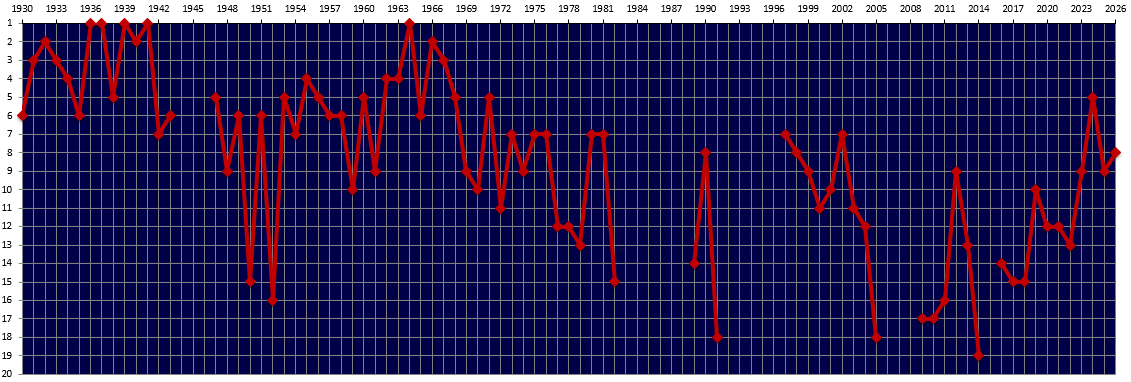
I piazzamenti in Serie A a girone unico del Bologna dal 1929-30 al 2024-25

La seguente voce riporta la cronistoria del Bologna Football Club 1909, società calcistica italiana per azioni con sede nella città di Bologna.

## Cronistoria
Di seguito la cronistoria del Bologna.

### Esplicative
1. 1 2 3 4 5 6 7 8 9 10 11 12 13 14 15 16 17 18 19 20  1ª partecipazione
2. ↑  Dopo la nascita della Bologna Sportiva
3. ↑  Dopo lo scioglimento della Bologna Sportiva
4. ↑  Assieme ai VV.FF. Spezia
5. ↑  Non qualificata per le finali nazionali
6. ↑  Assorbe il ramo d'azienda, comprensivo del titolo sportivo e di parte del debito

### Bibliografiche
1. ↑   Rossoblù, su bolognafc.it. URL consultato il 12 febbraio 2019.
2. ↑  Chiesa, pp. 260-344.
3. ↑   La nascita del Bologna, su bolognafc.it. URL consultato il 2 novembre 2018 (archiviato dall'url originale il 15 ottobre 2018).
4. ↑   Giorgio Comaschi, Il Bologna non gioca più in Paradiso, in la Repubblica, 19 giugno 1993. URL consultato il 3 settembre 2018.
5. ↑   Giorgio Comaschi, Il Bologna ai Bolognesi, in la Repubblica, 29 giugno 1993. URL consultato il 20 marzo 2020.